# Ředitelství opevňovacích prací

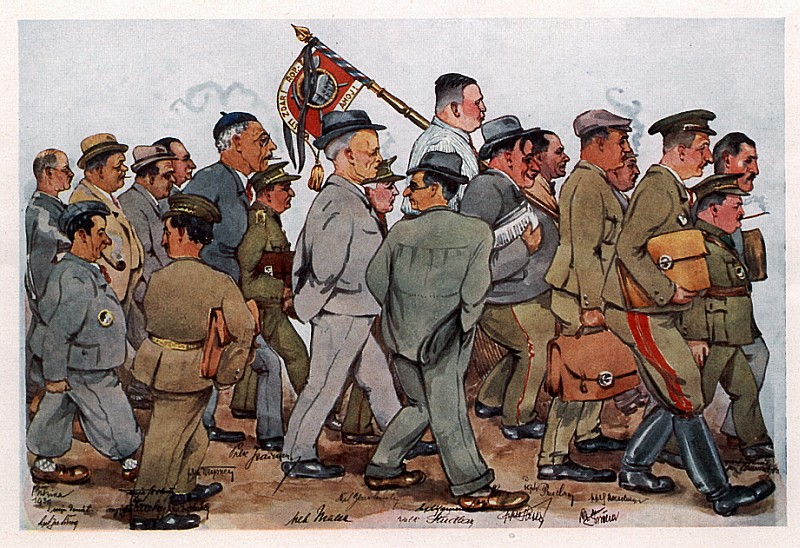
Rozpuštění ŘOP 1938

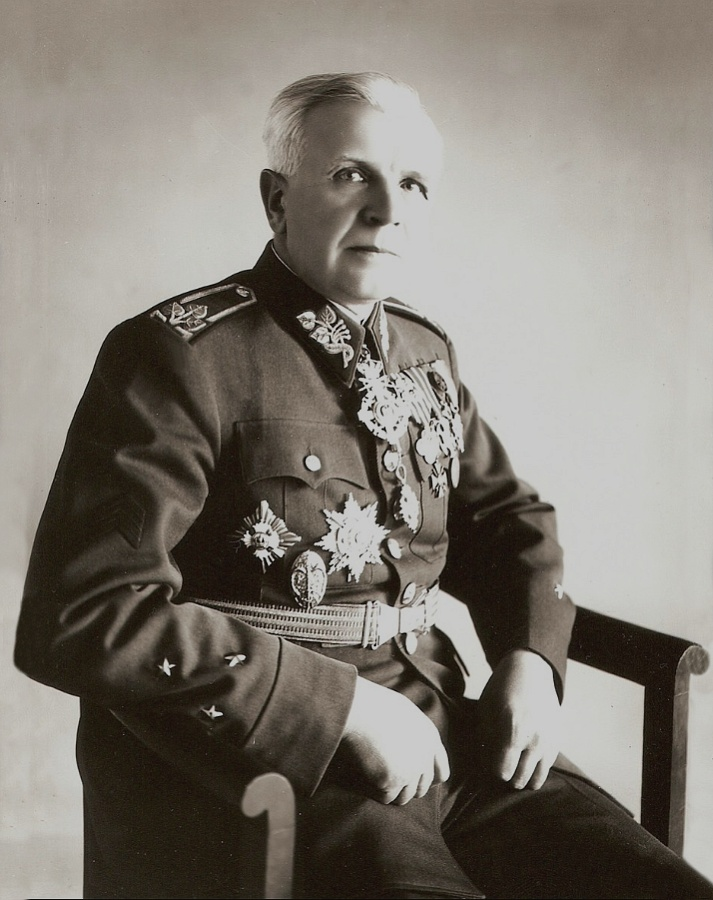
Ředitel opevňovacích prací – divizní generál Karel Husárek

Ředitelství opevňovacích prací (ŘOP) bylo zřízeno jako řídicí výkonný orgán, který měl na starosti vlastní realizaci československého opevnění v terénu. V čele tohoto orgánu stanul jako I. zástupce náčelníka hlavního štábu tehdejší brig. gen. Karel Husárek. Vedle ŘOP se také zřídila rada pro opevňování (RO). Oba orgány byly založeny současně 20. března 1935.

## Vnitřní struktura Ředitelství opevňovacích prací v září 1938
- ředitel opevňovacích prací – div. gen. Karel Husárek

### I. oddělení – taktické
- přednosta – plk.gšt. Ladislav Tomsa, plk. gšt. Hynek Štěpánský
- 1. skupina: takticko-studijní – mjr. gšt. Karel Lukas
- 2. skupina: organizační – mjr. gšt. František Podroužek
- 3. skupina: pěchotní – plk. pěch. Jaroslav Malec
- 4. skupina: dělostřelecká – plk. gšt. Bruno Sklenovský, plk.gšt. Josef Churavý
- 5. skupina: zpravodajská – pplk. pěch. František Hieke
- 6. skupina: právní – mjr. just. JUDr. Jan Hrdlička
- 7. skupina: intendanční – škpt. int. Václav Tichý
- 8. skupina: osobní – škpt. konc. Jan Kárl

### II. oddělení – technické
- přednosta – brig. gen. Ing. Karel Štěpánek
- pobočník – mjr. žen. Hugo Svoboda

### II.a skupina – studijní a konstruktivní
- přednosta – brig. gen. Ing. Jan Čermák
- pobočník – škpt. konc. Eduard Březina
- 1. podskupina: konstrukční – pplk. žen. Josef Kučera
- 2. podskupina: pancéřová – škpt. žen. Ing. Rudolf Tomiška
- 3. podskupina: ventilační – mjr. žen. Václav Donát
- 4. podskupina: strojní – pplk. žen. Ing. Karel Boháč
- 5. podskupina: dopravní – mjr. žen. Miloslav Kašpar
- 6. podskupina: spojovací – pplk. tel. Alois Weyszer
- 7. podskupina: tvrze – kpt. žen. Ing. Alois Staňa

### II.b skupina – stavebně-administrativní
- přednosta – plk. stav. Ing. Josef Hubálek
- pobočník – škpt. konc. Jaroslav Beneš (voják)
- 1. podskupina: stavební – pplk. stav. Ing. Alexander Stolle
- 2. podskupina: rozpočtová – škpt. stav. Karel Šimonek
- 3. podskupina: materiální – pplk. stav. Ing. Vladimír Rozmara
- 4. podskupina: vnitřního zařízení – mjr. stav. František Kašík
- 5. podskupina: strojní – kpt. stav. Ing. Robert Křivan
- 6. podskupina: elektrotechnická – kpt. stav. Ing. Bohumil Bohun
- 7. podskupina: zeměměřická – škpt. stav. Ing. Jaroslav Payer
- 8. podskupina: rýsovny – mjr. stav. Ing. Josef Němec
- 9. podskupina: technicky-administrativní – škpt. stav. Karel Jeřábek

### Pomocná kancelář
- vedoucí – npor. kanc. Josef Jaška
- protokol – šrtm. kanc. Josef Peterka
- podatelna a výpravna – por. kanc. Vojtěch Stránský
- spisovna – por. kanc. Josef Janoušek